# Ion Toderașcu
Ion Toderașcu (n. 9 septembrie 1938, Urechești, județul Bacău – d. 3 iunie 2022, Iași) a fost un medievist român care s-a preocupat de istoria Bizanțului și de cercetarea istoriei tehnicii navale românești.

## Activitatea științifică
În 1962 a absolvit cursurile Universității din Iași, devenind preparator, asistent și lector la Facultatea de Istorie și Filologie.
A desfășurat stagii de cercetare ca bursier la Universitățile din Gent, Poitiers, Reims, Bruxelles, Bologna și Groningen. A obținut titlul de Doctor în Istorie la Universitatea din Iași (1976) cu teza Contribuții la istoria tehnicii navale românești până la jumătatea secolului al XIX -lea. A fost prorector al Universității din Iași (1992–2000), redactor responsabil la Analele Științifice ale Universității din Iași (1991–1992), director al Muzelui Universității și profesor emerit.
A debutat cu studii de istorie socială, având în prim-plan tehnica construcțiilor navale și a navigației, precum și implicațiile lor sociale și economice. Tema de cercetare care l-a consacrat este unitatea românească medievală, pe care a analizat-o din perspectiva determinismului geografic și economic, a mișcărilor demografice și din perspectivă socio-culturală și politică.
În 2021 a publicat un memoriu din 1962 prin care se protesta împotriva demolării clădirii Academiei Mihăilene, un monument istoric ce „marca începutul organizării învățământului în limba națională”.